# Hollywood Sign
Hollywood Sign es el nombre con el que se conoce al famoso letrero gigantesco situado en una colina conocida como Monte Lee, que forma parte del Parque Griffith, en el distrito de Hollywood Hills, en Los Ángeles, California. El letrero está formado por las letras de la palabra «Hollywood» en mayúsculas y de color blanco. Cada letra mide unos 13,7 metros de altura y en total, el cartel mide unos 106,7 metros de longitud. 
Fue creado como parte de una campaña publicitaria en 1923 y desde aquel entonces ha aumentado continuamente su popularidad. El cartel ha sido frecuentemente objeto de ataques y actos vandálicos; ha sido restaurado en varias ocasiones y se le ha incorporado un sistema de seguridad para evitar el vandalismo. Se encuentra protegido y promocionado por una asociación sin ánimo de lucro, la Hollywood Sign Trust, que se encarga de su mantenimiento y de su divulgación histórica por todo el mundo.
Desde lejos, el contorno de las colinas le da su apariencia ondulada, pero visto desde más cerca, aparece recto, como se aprecia enesta fotografía.
El cartel ha hecho frecuentes apariciones en la cultura popular, particularmente en localizaciones de películas y series de televisión ambientadas en Hollywood o en sus alrededores, inspiró el título de la película The Hollywood Sign (2001), y aparece fugazmente al fondo del logotipo de 20th Century Fox y Fox Searchlight Pictures. Otros letreros del mismo estilo, pero con diferentes palabras o frases, son frecuentemente utilizados como parodias.
El cartel representa a Los Ángeles como un destino turístico en la red social Facebook.

## Historia

### Origen
El cartel original se instaló en 1923 y originalmente ponía «HOLLYWOODLAND». Su cometido era hacer publicidad de una nueva urbanización que se estaba construyendo en las colinas cercanas al distrito de Hollywood, en Los Ángeles. El promotor inmobiliario H.J. Whitley, conocido como «el padre de Hollywood», ya había usado otro cartel para anunciar su urbanización, Whitley Heights, situada entre Highland Avenue y Vine Avenue. Whitley sugirió a su amigo Harry Chandler, dueño del periódico Los Angeles Times, que el proyecto inmobiliario en el que se había embarcado utilizara un letrero similar para darse a conocer. La empresa inmobiliaria Woodruff and Shoults llamó a su proyecto «Hollywoodland» y lo anunciaron como «ambiente excepcional y sin costes excesivos en las colinas de Hollywood».
Entonces contrataron a la Crescent Sign Company para construir trece letras en la ladera, orientadas al sur. El dueño de la compañía, Thomas Fisk Goff, diseñó el cartel. Cada letra tenía 15 metros de altura y 9 de anchura, y estaban formadas por placas de metal de unos 3 metros cuadrados unidas por alambres y sujetas por detrás con postes de madera. La placas hacían de soporte a unas 4.000 bombillas de 20 vatios, con unos 20 centímetros de separación entre ellas, que de noche iluminaban el cartel por secciones: primero «HOLLY», después «WOOD» y por último «LAND», y después todo junto acompañado por un gran foco redondo. Los postes que sujetaban las letras fueron llevados hasta el lugar donde se construyó el letrero tirados por mulas. El coste del proyecto fue de 21.000 dólares de la época (unos 250.000 dólares actuales).
El cartel fue oficialmente inaugurado el 13 de julio de 1923, pero no se tenía intención de que fuera permanente, sino que se pretendía mantenerlo instalado durante año y medio, pero el desarrollo del cine americano en Los Ángeles durante la era dorada de Hollywood lo convirtió en un símbolo reconocido internacionalmente, y se mantuvo allí.
En septiembre de 1932, el cuerpo de una actriz de Broadway llamada Peg Entwistle fue encontrado en un barranco bajo el cartel. Una nota de suicidio en el interior en su bolso, depositado por una mujer en una comisaría de Hollywood, hizo suponer a la policía que la joven se había suicidado saltando desde lo alto de la letra H. Entwistle era una actriz que, tras varios papeles en Broadway, decidió probar suerte en Hollywood, donde solo consiguió un pequeño papel en la película Thirteen Women (1932). Sin embargo, las críticas fueron bastante pobres, y esto, unido a que no logró conseguir más papeles, la empujaron a suicidarse. Irónicamente, días después de su muerte, llegó a la casa de su tío, con quien vivía, una carta en la que le ofrecían un papel principal, el de una mujer que enloquecía y acababa suicidándose.

### Deterioro

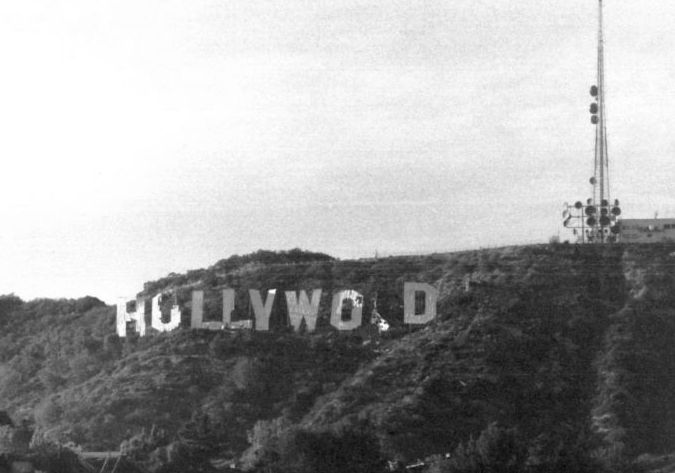
En la década de 1970, el cartel alcanzó su estado más ruinoso.

Durante más de medio siglo, el cartel, que originalmente iba a ser temporal, sufrió un elevado número de daños y deterioros.
A principios de los años 40, Albert Kothe, el vigilante oficial del cartel, causó un accidente que destruyó la letra H, como se ve en varias fotografías. Kothe iba conduciendo ebrio por la cima de la montaña donde se asienta el letrero, cuando perdió el control de su vehículo y cayó por el precipicio que hay tras la H y chocó contra ella. Kothe salió ileso, pero su Ford A y la letra quedaron destruidos.
En 1949, la Cámara de Comercio de Hollywood firmó un contrato con el Departamento de Parques y Jardines de Los Ángeles para reparar y reconstruir el cartel. El contrato estipulaba que el sufijo «LAND» fuese retirado para que pusiera «Hollywood» y así representara a todo el distrito, no sólo a la urbanización «Hollywoodland». El Departamento de Parques y Jardines estableció que a partir de entonces los costes de la iluminación corriesen a cargo de la Cámara, por lo que ésta decidió no reemplazar las bombillas. La reforma de 1949 le dio nueva vida, pero la frágil estructura de madera y chapa continuó deteriorándose. Finalmente, la primera O se rompió pareciendo una u minúscula y la tercera O se cayó completamente, haciendo que el ruinoso letrero se leyera como «HULLYWO D».
El cartel deteriorado aparece en la película de 2012, Argo, sin embargo, la película está ambientada en 1979-1980 y el cartel fue restaurado en 1978, por lo que es históricamente inexacto.

### Restauración

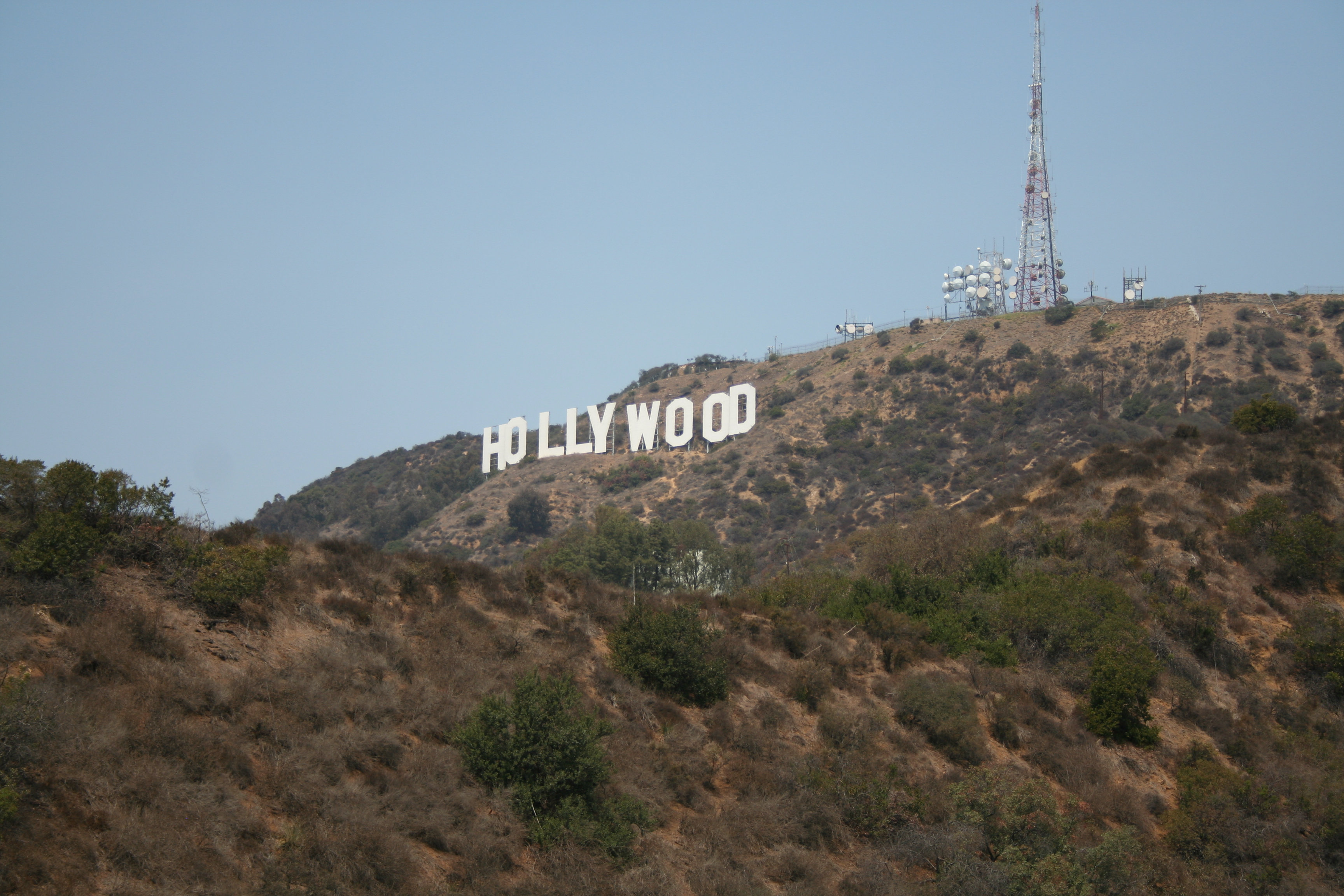
El cartel visto desde Hollywood Hills

En 1978, en gran parte debido a la campaña para restaurar el letrero por parte del artista de shock rock Alice Cooper (que donó dinero para reparar la O que faltaba), la Cámara decidió reemplazar el deteriorado letrero por otro con una estructura de mejor calidad. Nueve donantes aportaron $ 27,700 cada uno (sumando un total de $ 249.300) para financiar la fabricación de letras de acero con una garantía de larga duración (ver sección Donantes).[cita requerida]
Las nuevas letras tenían 13,7 metros de altura y pasaron de 9,5 a 12 metros de anchura. El nuevo cartel fue descubierto en el 75 aniversario de Hollywood, el 14 de noviembre de 1978, ante una audiencia televisiva de 60 millones de espectadores.[cita requerida]
La restauración, a cargo de Bay Cal Commercial Painting, se realizó de nuevo en noviembre de 2005, cuando los trabajadores pelaron las letras hasta dejarlas en su base de metal y las repintaron de blanco.

#### Donantes

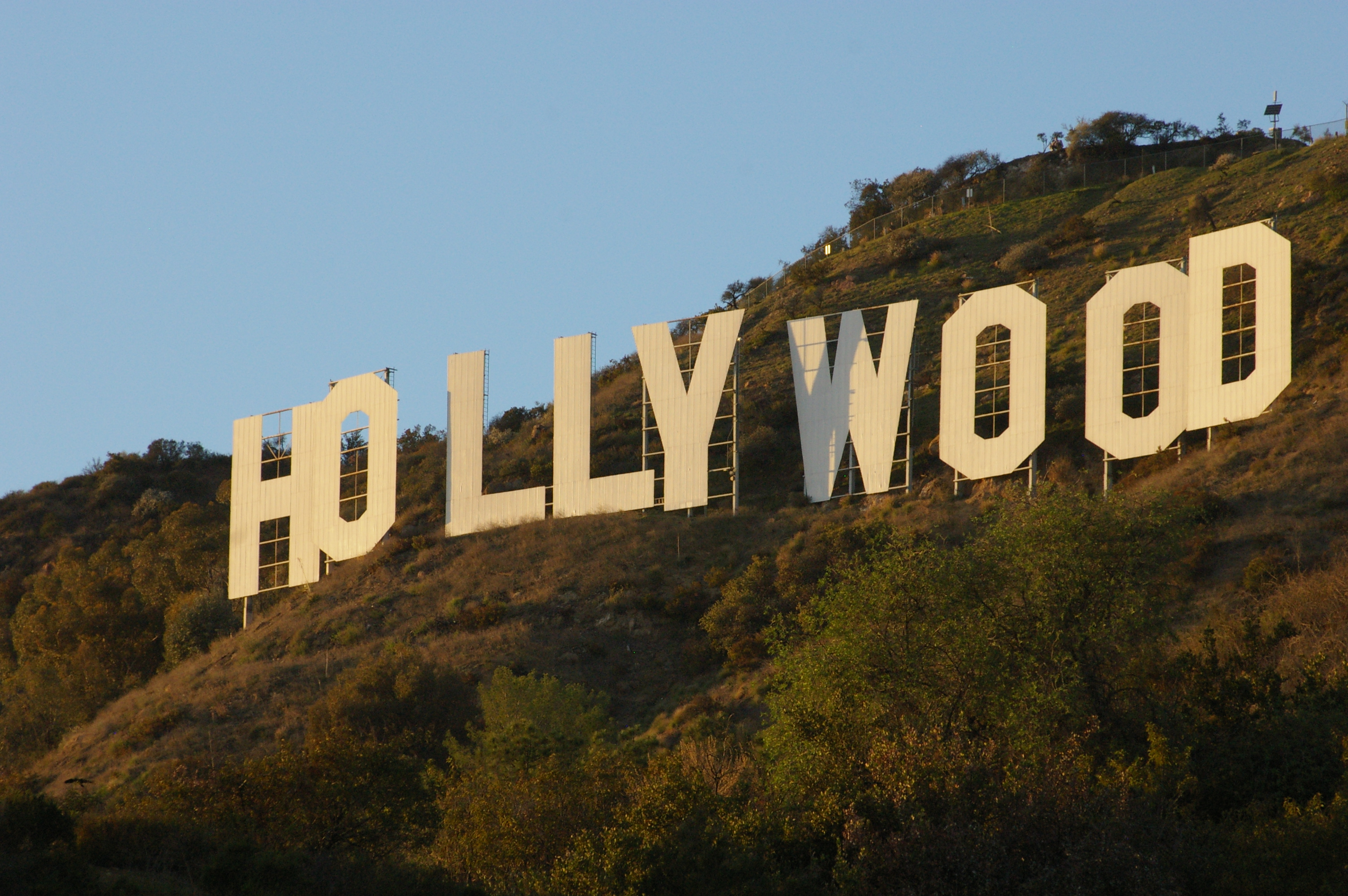
Las letras actuales son 1,5 metros más bajas que las originales.

Tras la campaña de 1978 para restaurar el cartel, los siguientes nueve donantes dieron 27.777 $ cada uno (haciendo un total de 250.000 $):
- H - Terrence Donnelly – editor del Hollywood Independent Newspaper
- O - Giovanni Mazza – productor de cine italiano
- L - Les Kelley – exjugador de fútbol americano
- L - Gene Autry – cantante, actor y empresario
- Y - Hugh Hefner – fundador de Playboy
- W - Andy Williams – cantante
- O - Warner Bros. Records
- O - Alice Cooper – cantante, en memoria de Groucho Marx
- D - Dennis Litdke – empresario

#### Restauración de laHoriginal
En 2005, el cartel original de 1923 fue puesto a la venta en eBay por el productor y empresario Dan Bliss. Bliss vendió el cartel al artista Bill Mack, que lo usó como lienzo para pintar imágenes de las estrellas del cine clásico de Hollywood. En agosto de 2012, Mack terminó de restaurar la H del letrero original. El 9 de agosto de 2012, Herb Wesson y Tom LaBonge, del Ayuntamiento de Los Ángeles, otorgaron a Mack un Certificado de Reconocimiento por su labor de restauración y preservación del icónico símbolo de la historia de Hollywood. Mack espera poder llevar la histórica H de gira por Estados Unidos y encontrarle un lugar permanente en Hollywood.
En octubre de 2012 se anunció que una réplica de metro y medio de la H original pintada con imágenes de las estrellas de Los caballeros las prefieren rubias sería puesta en venta en Los Ángeles a mediados de diciembre. Se espera venderla por unos 200.000 dólares.

## Localización

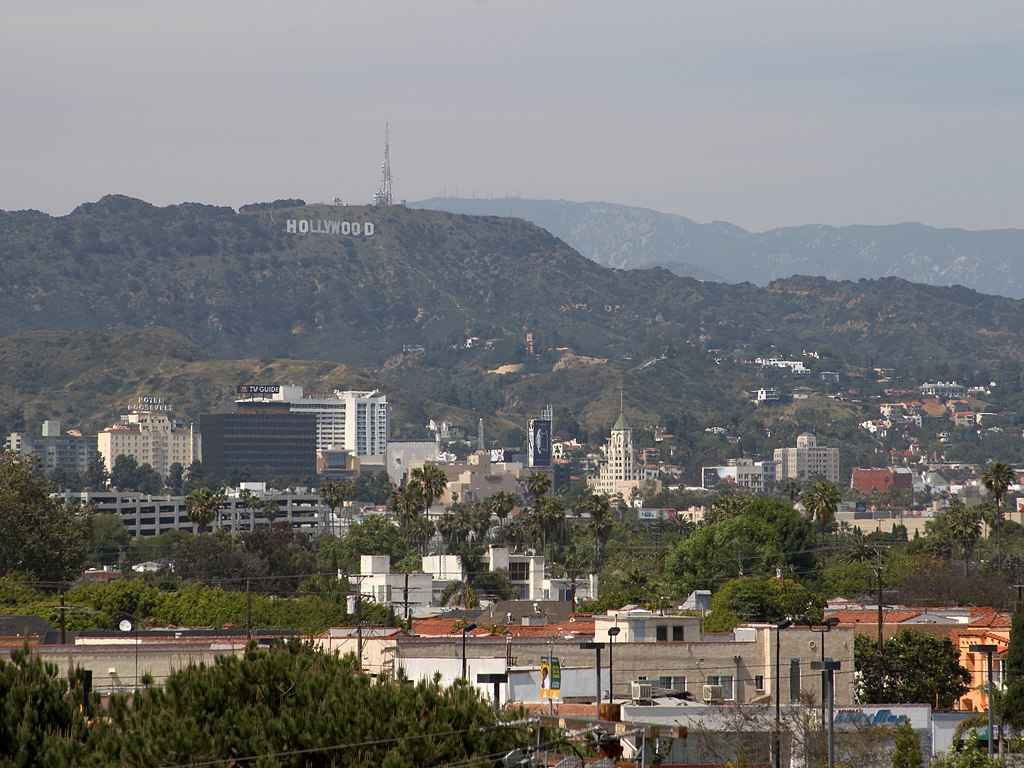
Vista desde West Hollywood, cerca de Santa Monica Boulevard, a pocas manzanas de Hollywood Boulevard. El histórico Hollywood Roosevelt Hotel se ve a la izquierda.

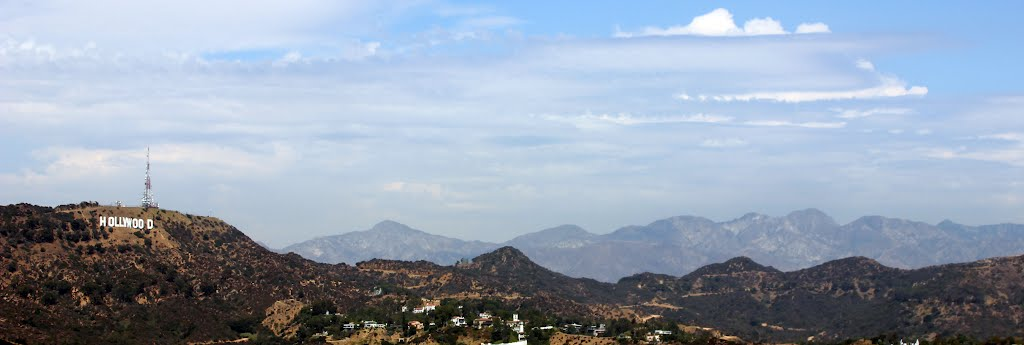
Vista desde Runyon Canyon Park, en el horizonte se ve la Sierra de Santa Mónica.

El cartel se encuentra en el lado sur del Monte Lee en Griffith Park, al norte de Mulholland Highway.
El letrero está situado en un terreno abrupto y empinado, y está rodeado por vallas para impedir el acceso no autorizado. En 2000, el Departamento de Policía de Los Ángeles instaló un sistema de seguridad con detectores de movimiento y cámaras de circuito cerrado. Cualquier movimiento en la zona restringida activa una alarma que alerta a la policía.
- 34°08′02.56″N 118°19′18.00″O / 34.1340444, -118.3216667
- Altitud: 481 metros

### Alrededores
Los terrenos cercanos al cartel fueron adquiridos por Howard Hughes en 1940, que tenía previsto construir una mansión en la cima de Cahuenga Peak para su prometida, la actriz Ginger Rogers. En poco tiempo Rogers rompió su compromiso y el terreno quedó vacío. Hughes Estate vendió el terreno que se encuentra a la izquierda y encima del cartel en 2002 por 1,7 millones de dólares a Fox River Financial Resources, una promotora inmobiliaria de Chicago, que se interesó en la construcción de mansiones de lujo a lo largo de la cordillera. La promotora puso la propiedad en el mercado en 2008 por 22 millones de dólares. Como resultado, la ciudad de Los Ángeles consideró comprarla, posiblemente recaudando dinero de famosos como se hizo para la restauración de 1978.
Los ecologistas y los conservacionistas estaban preocupados por la posibilidad de un desarrollo inmobiliario en la zona. firmó una opción de compra de la propiedad de 138 hectáreas (0,56 km²) por un precio con descuento de 12,5 millones de dólares. El 11 de febrero de 2010, como parte de una campaña para ayudar a recaudar dinero, con pleno consentimiento de la ciudad y el Hollywood Sign Trust, el cartel fue cubierto con unas letras en las que se leía «SAVE THE PEAK» («Salva el pico»). El 26 de abril, la Trust for Public Land anunció que había recaudado dinero suficiente, gracias a Hugh Hefner, el fundador de Playboy, que aportó los últimos 900.000 dólares. Hefner dio también una donación adicional de 100.000 dólares. Después de la compra, el terreno pasó a convertirse en una extensión del Parque Griffith.

## Alteraciones

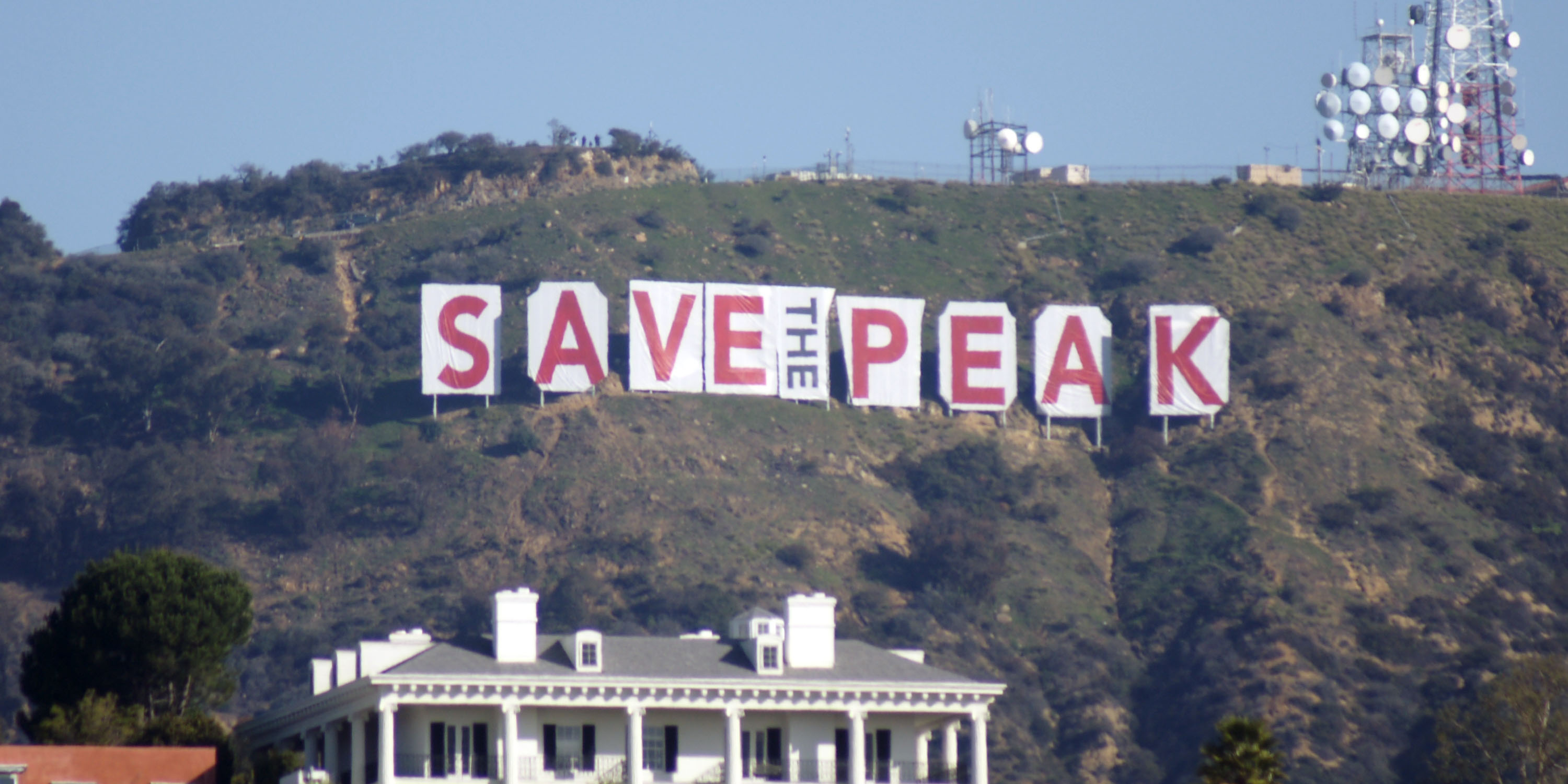
El letrero en febrero de 2010.

Es ilegal hacer alteraciones físicas no autorizadas del cartel. Aunque en el pasado la ciudad las permitió con fines comerciales, la política actual no permite hacer cambios. Esto es debido a la oposición de los residentes de la zona a accidentes pasados. Sin embargo, el cartel ha sido alterado extraoficialmente en numerosas ocasiones, a menudo llamando mucho la atención. Entre las modificaciones más conocidas están:
- HOLLYWeeD – En enero de 1976, tras la aprobación de una ley estatal que despenalizaba la marihuana.[26] (Weed es «hierba» en inglés).
- HOLYWOOD – En abril de 1977, con motivo de una ceremonia de Pascua, visible desde el Hollywood Bowl.[26] (Holy significa "sagrado" en inglés).
- GO NAVY - En diciembre de 1983, cuando un grupo de Guardamarinas cubrieron el cartel con autorización con motivo de un partido de fútbol.[27]
- HOLLYWEED - También en 1983, con motivo del estreno de la película Hollywood Hot Tubs, que trata sobre unos adolescentes que vandalizan el cartel. Y el propio cartel fue alterado con el mismo texto: HOLLYWEED (con E mayúscula).
- FOX - En abril de 1987, como promoción de la cadena.
- OLLYWOOD – En julio de 1987, durante los juicios por el escándalo Irán-Contra.[26]
- HOLYWOOD - En septiembre de 1987, con motivo de la visita del papa Juan Pablo II a Los Ángeles.[28]
- Como promoción de la película Cool World (1992), una figura de Holli Would de 75 metros de altura fue instalada, de manera que parecía estar sentada sobre el cartel. Esta alteración enfureció a los residentes locales,[29][30] que formaron un piquete en la inauguración del letrero alterado.[31]
- OIL WAR – En 1991, por la Guerra del Golfo.[26]
- PEROTWOOD- En 1992, en apoyo a Ross Perot y su campaña presidencial.
- GO UCLA – En 1993, con motivo del partido anual entre la Universidad de California (UCLA) y la Universidad del Sur de California (USC). Veinte miembros de una fraternidad de la UCLA realizaron la broma, y por ello fueron acusados de allanamiento. Este incidente hizo que en 1994 se instalara un sistema de seguridad de 100.000 dólares con videovigilancia y detectores de movimiento.
- CALTECH – En 2003, en el centenario de Hollywood (de su constitución como municipio), una de las mejores bromas de los estudiantes senior de Caltech, y particularmente difícil, pues las letras no coincidían de ninguna forma.[32]
- KE$HAWOOD - En febrero de 2010, realizado por la cantante Ke$ha junto a unas amigas, aunque no se sabe si esta alteración fue real o sólo un montaje.[33]
- SAVE THE PEAK - El 11 de febrero de 2010, las letras fueron cubiertas con una gran pancarta en la que se leía "SAVE THE PEAK", como parte de la campaña de The Trust for Public Land para proteger los terrenos que rodean el cartel frente a la explotación inmobiliaria. (ver arriba). Al avanzar el proyecto, otras variaciones como "SALLYWOOD" y "SAVETHEPOOD" ganaron cierta notoriedad.[22]
- JOLLYGOOD para promocionar una aerolínea y RAFFEYSOD por una banda de rock poco conocida.[27]
- VINEWOOD - Parodia de Hollywood en el universo de Grand Theft Auto.
- SWELLVIEW - Referencia del letrero en la serie de Nickelodeon Henry Danger.
- HOLLYWEED - Referente a la legalización de la marihuana, cuya posesión, consumo y venta es legal a partir de este día en todo el estado de California (1 de enero de 2017).
- HOLLYWOOD - Durante la ceremonia de clausura de los JJOO de París 2024, las "O" fueron convertidas en parte del emblema olímpico por el actor Tom Cruise, con motivo del relevo de la sede olímpica para los JJOO de Los Ángeles 2028.[34]

## Imitaciones
Diversas ciudades alrededor del mundo tienen un letrero que imita al famoso icono californiano:
| Bandera de Nueva Zelanda |
| Mosgiel, Nueva Zelanda.  |

| Bandera de Rumania |
| Brașov, Rumania.   |

| Bandera de Canadá                     |
| Saint John (Nuevo Brunswick), Canadá. |

| Bandera de España |
| Cullera, España.  |

| Bandera de Serbia |
| Mutanj, Serbia.   |

| Bandera de Finlandia |
| Hervanta, Finlandia. |

| Bandera de Suecia     |
| Hammarstrand, Suecia. |

| Bandera de Madagascar     |
| Antananarivo, Madagascar. |

| Bandera de Taiwán |
| Keelung, Taiwán.  |

| Bandera de Estados Unidos                        |
| Disneyland, Anaheim, California, Estados Unidos. |

| Bandera de Chile     |
| Renca, Chile, Chile. |

| Bandera de Argentina            |
| Deán Funes, Córdoba, Argentina. |

| Bandera de España    |
| Mora de Ebro, España |

## En la cultura popular
La Cámara de Comercio de Los Ángeles tiene derechos de marca del letrero y es necesaria una licencia para su uso comercial. En muchas películas y series de televisión, el letrero aparece dañado o destruido en alguna escena, algo típico en las películas de catástrofes, en las que suelen aparecer monumentos famosos siendo destruidos. Algunos ejemplos son:

### En el cine
- En Terremoto (1974), el letrero es derribado letra a letra a causa de un megaterremoto.
- En Superman: The Movie (1978), también se ve cómo el cartel cae a causa de un terremoto en California provocado por Lex Luthor.
- En 1941 (1979), el letrero aparece como HOLLYWOODLAND, y las últimas cuatro letras son destruidas por los disparos de un P-40 pilotado por el capitán Wild Bill Kelso (John Belushi).
- La película Hollywood Hot Tubs (1984), comienza con una escena en la que unos jóvenes alteran las dos O para que el letrero se lea HOLLYWeeD, como ocurrió en 1976.
- En The Rocketeer (1991), el cartel también aparece como HOLLYWOODLAND, y al final de la película, el villano Neville Sinclair (Timothy Dalton) escapa en un cinturón cohete que se incendia y explota, haciéndole estrellarse contra el letrero, destruyendo las letras de LAND y cambiándolo a HOLLYWOOD.
- En Chaplin (1992), Charles Chaplin (Robert Downey Jr.) y Douglas Fairbanks (Kevin Kline) dan un paseo a caballo y se detienen a hablar detrás del letrero. Fairbanks trepa a una de las letras y a continuación se muestra el letrero completo, en el que todavía se lee HOLLYWOODLAND.
- En Robin Hood: Men in Tights (1993), aparece una parodia del cartel en la que en lugar de HOLLYWOOD se lee ENGLAND.
- En Demolition Man (1993), al principio de la película, se puede apreciar el letrero, semidestruido y en llamas.
- En Bean (1997), el letrero no aparece en la película, pero en uno de los carteles promocionales de la misma se ve a Mr. Bean (Rowan Atkinson) caminando por Hollywood Boulevard sujetando una gran letra O blanca. En el fondo de la imagen, se ve el letrero, en el que se lee HOLLYWO D.
- En The Truman Show (1998), se cuenta la historia de Truman Burbank (Jim Carrey), un hombre cuya vida es un programa de televisión, y el pueblo en el que vive es un gran estudio situado en el interior de una cúpula que se encuentra al norte del cartel.
- En Mighty Joe Young (1998), el protagonista, un gorila llamado Joe, trepa al letrero.
- En Austin Powers in Goldmember (2002), la guarida del Dr. Evil (Mike Myers) se encuentra detrás del letrero.
- En The Day After Tomorrow (2004), el letrero es destruido por un tornado.
- En Shrek 2 (2004), en el Reino de Muy Muy Lejano hay un letrero similar en el que se lee FAR FAR AWAY.
- En Cars (2006), el letrero aparece cuando el Rayo McQueen se imagina estar en Hollywood y más tarde aparece cuando se imagina que Chick Hicks, su rival, está en Hollywood.
- En La Dalia Negra (2006), ambientada en 1940, el letrero todavía reza HOLLYWOODLAND y tiene la H dañada, tal y como se encontraba antes de la restauración de 1949.
- En 10.5 Apocalypse (2006), el letrero junto con la ciudad se empiezan a destruir a causa de un maremoto.
- En Percy Jackson y el ladrón del rayo (2010), la entrada al Inframundo se encuentra junto al letrero.
- En Friends with Benefits (2011), los protagonistas, Dylan (Justin Timberlake) y Jamie (Mila Kunis) se sientan en una de las O y al ser descubiertos por la policía, Dylan no se atreve a bajar al padecer miedo a las alturas.
- En Resident Evil: Afterlife (2010), el letrero aparece devastado junto con la ciudad.
- En The Artist (2011), ambientada en 1927, el letrero todavía dice HOLLYWOODLAND.
- En Argo (2012), el letrero aparece en ruinas, tal y como se encontraba en los años 70, sin embargo es un error histórico, ya que la película sucede en 1979-1980 y el cartel fue restaurado en 1978.
- El letrero aparece en las escenas iniciales de varias películas, como Pretty Woman (1990), Ed Wood (1994), Scream 3 (2000), Bewitched (2005) y Gangster Squad (2013).

### En la televisión
- En Los Simpson, la ciudad de Springfield (donde se desarrolla la serie) tiene un letrero igual en el que se lee SPRINGFIELD y tiene un papel importante en los episodios "Marge on the Lam" y "Gone Maggie Gone". En el episodio "Treehouse of Horror XVII", uno de los segmentos se desarrolla en 1938, y en el letrero se lee SPRINGFIELDLAND, al igual que el letrero original, en el que se leía HOLLYWOODLAND hasta 1949. El letrero original ha aparecido en episodios como "Homer's Barbershop Quartet", "Radioactive Man" y "Beyond Blunderdome".
- En The Fresh Prince of Bel-Air, el letrero aparece en los créditos iniciales, cuando Will Smith sube a un taxi para ir a casa de sus tíos en Bel-Air.
- En un episodio de Hustle, el grupo de estafadores protagonistas vende el letrero a un hombre de negocios corrupto por medio millón de dólares, haciéndose pasar por miembros de la "Hollywood Sign Commission", una entidad ficticia basada en la Hollywood Sign Trust.
- En el episodio "Conspiracy Theory" de la serie Numbers, Charlie Eppes (David Krumholtz) y sus amigos Amita Ramanujan (Navi Rawat) y el Dr. Larry Fleinhardt (Peter MacNicol) iluminan el letrero de manera que en lugar de HOLLYWOOD se lee CAL SCI.
- En el episodio "Dancing with Angels" de la serie Wizards of Waverly Place, la entrada al club de los ángeles está en la H del letrero.
- En la serie Victorious el letrero se muestra frecuentemente en la serie, tanto en la intro como en las secuencias de cambio de escena.
- En el episodio de Columbo titulado "Ashes to Ashes", una mujer arroja las cenizas de su marido fallecido desde un helicóptero sobre el letrero.
- En la serie de animación para adultos BoJack Horseman el letrero sufre diversas modificaciones al ser robada la letra D del mismo (por parte del protagonista homónimo), pasándose a llamar "HOLLYWOO" y posteriormente "HOLLYWOOB", esto a causa de un error de Mr. Peanutbutter en su afán de restaurar el letrero.
- En la serie de All New Popeye Show de Hanna Barbera en el episodio de En busqueda de las peliculas perdidas dentro de La Busqueda del Tesoro de Popeye aparece cuando Popeye y Oliva Olivo se suben arriba del letrero cuando buscan una fotografía misteriosa y después Bluto destruye la letra H con una motosierra.

### En la música
- La banda System of a Down, realizó una parodia en la carátula de segundo disco Toxicity con el famoso letrero.
- El letrero es nombrado en la canción «Lust for Life» de Lana del Rey y The Weeknd, además de aparecer representado en el videoclip de dicho tema.[38]

### En los videojuegos
- En Grand Theft Auto: San Andreas y en Grand Theft Auto V hay un lugar llamado Vinewood, que tiene un letrero similar con ese nombre.
- En L.A. Noire aparece el letrero y en él se lee HOLLYWOODLAND, ya que la historia está ambientada en 1947.
- En Sim City 4 es posible comprar el letrero.
- En 18 Wheels Of Steel: Hard Truck y 18 Wheels Of Steel: Across American se puede ver llegando a la ciudad de Los Ángeles.
- En Call of Duty: Ghosts el letrero se ve en la misión "un mundo nuevo".
- En el videojuego The Crew en Los Ángeles se ve el letrero.
- En Dead Island 2 el letrero se puede ver al inicio del juego y en la zona de Bel-Air en mundo abierto.